# Seeschlacht bei Scheveningen
Dover – Plymouth – Elba – Kentish Knock – Dungeness – Portland – Livorno – Gabbard – Scheveningen
In der Seeschlacht bei Scheveningen (im Niederländischen Seeschlacht bei Texel oder Seeschlacht bei Ter Heijde genannt), der letzten Seeschlacht im Ersten Englisch-Niederländischer Krieg, traf am 31. Julijul. / 10. August 1653greg. die Flotte der Vereinigten Provinzen der Niederlande auf die Flotte des Commonwealth von England vor der Küste nahe der holländischen Insel Texel.

## Vorgeschichte
Nach ihrem Sieg in der Seeschlacht bei Gabbard im Juni 1653 blockierten 120 Schiffe der englischen Flotte unter dem Kommando von George Monck die niederländische Küste und brachten zahlreiche Handelsfahrer auf. Die niederländische Wirtschaft brach schnell zusammen, Massenarbeitslosigkeit griff um sich und die Bevölkerung litt bald sogar Hunger. Am 3. August stach der niederländische Admiralsleutnant Maarten Tromp mit seinem Flaggschiff Brederode und 100 Schiffen in See, um die Blockade bei Texel zu brechen; dort war Vizeadmiral Witte de With mit 27 Schiffen in eine Falle der Engländer geraten. Am 8. August sichteten die Engländer Tromp und fuhren südwärts, so dass De With entkommen und sich am nächsten Tag vor Scheveningen, nahe der kleinen Stadt Ter Heijde, mit Tromp vereinen konnte. Tromp hatte seine Flotte in einem gekonnten Manöver nördlich der englischen Flotte gebracht.

## Die Schlacht
Die Engländer griffen am Morgen des 10. August die vereinte niederländische Flotte an. In heftigen Kämpfen bewegten sich beide Flotten viermal durch die andere hindurch. Tromp wurde schon zu Beginn durch einen Scharfschützen getötet, der in der Takelage von William Penns Schiff saß. Sein Tod wurde geheim gehalten, um den Kampfeswillen der Niederländer nicht zu gefährden.

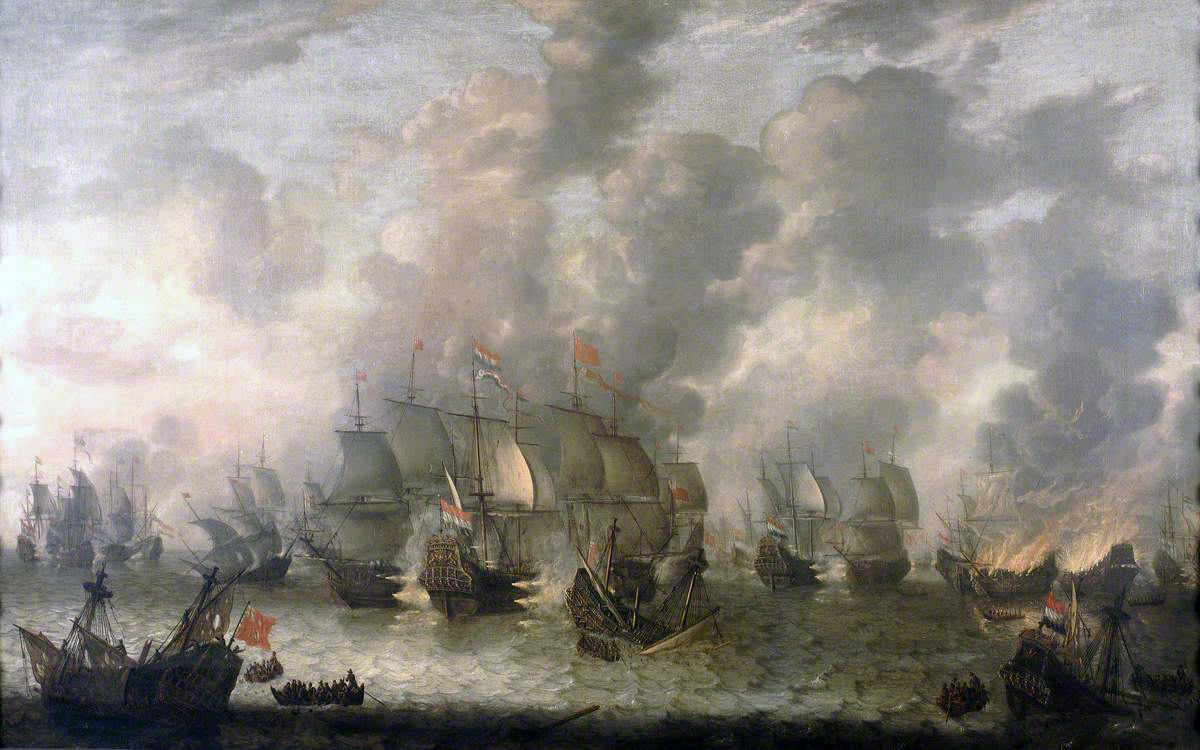
Die Schlacht bei Scheveningen, gemalt ca. 1654 von Jan Abrahamszoon Beerstraten, zeigt die Schlacht vom niederländischen Ufer aus, wo sich Tausende Schaulustiger versammelt hatten

Am späten Nachmittag waren zwölf niederländische Schiffe gesunken oder schwer beschädigt. Schließlich war die niederländische Moral gebrochen und zahlreiche Schiffe unter dem Kommando von Handelskapitänen flohen nach Norden. De With versuchte sie aufzuhalten, musste aber selbst den Rückzug nach Texel decken.
Doch die englische Flotte war selbst stark beschädigt, hatte viele Verwundete an Bord und musste zur Reparatur zurück in die Heimat fahren. Die englische Blockade konnte nicht aufrechterhalten werden.

## Folgen
Beide Seiten beanspruchten den Sieg für sich: die Engländer wegen ihrer taktischen Überlegenheit, die Niederländer wegen des erreichten strategischen Ziels ihres Angriffes. Der Tod von Tromp war für sie ein schwerer Schlag. Nur noch wenige glaubten an einen Sieg über die Engländer und die Orangisten verloren politischen Einfluss. Johan de Witt war nun bereit, Cromwell Garantien zu geben, dass Wilhelm III. von Oranien niemals Statthalter werden und die Niederlande nie eine Bastion der Stuarts werden würden.
Verhandlungen führten am 8. Mai 1654 zum Frieden von Westminster.